# José Pablo Camacho
José Pablo Camacho Ramírez (Heredia, Costa Rica, 20 de diciembre de 1977) es un exfutbolista costarricense que jugaba en la posición de guardameta.

## Clubes
| Club               | País       | Año         |
| ------------------ | ---------- | ----------- |
| Santos de Guápiles | Costa Rica | 1998 - 2011 |